# Tor (Kostas-Panagiotou-Album)
Tor ist ein Album des Musikers Kostas Panagiotou.

## Geschichte
Nachdem der durch Gruppen wie Pantheist, Wijlen Wij, Crippled Black Phoenix populäre Keyboarder Kostas Panagiotou positive Resonanz auf erste Solo-Veröffentlichungen erfahren hatte, spielte er Tor als Konzeptalbum ein. Das Konzept entstand nach Besuchen der Stadt Glastonbury und Wanderungen von der Stadt zu dem Album den Namen verleihenden Glastonbury Tor. Der Ort und die Wanderungen dorthin wurden von Panagiotou als mystische Erfahrung einer spirituellen Energie des Ortes wahrgenommen. Ziel des Albums sei es die Emotionen dieser transformativen Reise in Musik umgesetzt. Panagiotou nahm die Musik in seinem Heimstudio in Wales auf. Die Aufnahme wurde von ‘Déhà’ technisch und produzierend begleitet. Auch Abmischung und Mastering wurden von ‘Déhà’ übernommen. Die Veröffentlichung erfolgte über Panagiotous Label Melancholic Realm Productions.

## Albuminformationen
Tor ist nach Chamber of Isolation sowie Split-, EP- und Single-Veröffentlichungen das zweite Solo-Studioalbum des Musikers und das erste, das eine physische Veröffentlichung erfuhr. Das am 23. Januar 2023 veröffentlichte Album enthält neun separate Stücke, die eine Gesamtspielzeit von 32:07 Minuten haben. Die Gestaltung übernahm Cheryl Panagiotou. Das Cover zeigt den Turm der Ruine auf dem Hügel und eine Treppe die zum Turm führt. Über dem Turm steht der Mond und am Fuß der Treppe hockt ein Hase. Das Bild ist in Blautönen gehalten.

### Titelliste

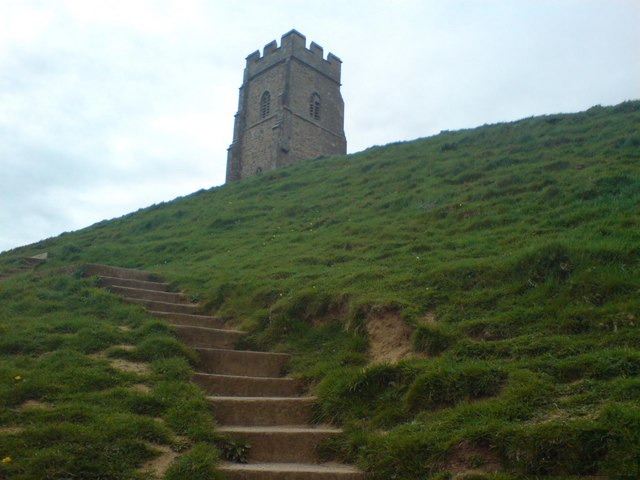
Glastonbury Tor diente als Namensgeber und Covermotiv

1. A Magickal Welcome: 04:02
2. Abbey Gardens: 04:48
3. Chalice Well Secrets: 04:16
4. The Ascent: 06:29
5. Windswept: 04:11
6. Swirling Descent: 04:30
7. Dion’s Grave: 04:21
8. Until We Meet Again: 03:44
9. The Dragon’s View: 06:36

### Stil
Tor wird als instrumentale Neoklassik und Ambient-Musik kategorisiert. Vornehmlich arrangiert Panagiotou Klangflächen mit einem Piano als Leadinstrument. Als musikalischen Einflüsse benennt Panagiotou Ludovico Einaudi, Wim Mertens, Philip Glass, Rafael Anton Irisarri und Raison d’être. Der Produzent des Albums ‘Déhà’ beschreibt die auf verschiedenen Tasteninstrumenten basierende und mit gelegentlichen Samples unterlegte Musik als „[i]dyllisch, cineastisch, traumhaft, bedrohlich … immer kraftvoll und schön.“